# Szerzyny (gmina)
Szerzyny est une gmina rurale du powiat de Tarnów, Petite-Pologne, dans le sud de la Pologne. Son siège est le village de Szerzyny, qui se situe environ 31 km au sud-est de Tarnów et 99 km à l'est de la capitale régionale Cracovie.
La gmina couvre une superficie de 82,24 km2 pour une population de 8 211 habitants.

## Géographie
La gmina inclut les villages de Czermna, Ołpiny, Swoszowa, Szerzyny et Żurowa.
La gmina borde les gminy de Biecz, Brzyska, Jodłowa, Ryglice, Rzepiennik Strzyżewski, Skołyszyn et Tuchów.